# Hjertetyven
Hjertetyven, även kallad Hjærtetyven, är en dansk svartvit stumfilm från 1919. Filmen regisserades av Lau Lauritzen efter ett manus av Poul Gregaard. Den producerades av Nordisk Films Kompagni och fotades av Hugo J. Fischer. Den hade premiär den 31 januari 1919 på Biograf-Theatret.

## Rollista
- Frederik Buch
- Carl Schenstrøm
- Gerhard Jessen
- Erna Schøyen
- Peter Jørgensen